# I Spit on Your Grave 3: Vengeance Is Mine
I Spit on Your Grave III: Vengeance Is Mine is een Amerikaanse thriller-horrorfilm uit 2015 onder regie van Richard Schenkman. Het is de derde film in de remake-trilogie en het vierde deel in de serie. De hoofdrollen worden vertolkt door Sarah Butler, Jennifer Landon, Doug McKeon en Harley Jane Kozak. Butler herneemt haar rol als Jennifer Hills uit de film I Spit on Your Grave uit 2010 (een remake van het origineel uit 1978).

## Verhaal
De film volgt het leven van Jennifer Hills na de gebeurtenissen uit I Spit on Your Grave. Nadat Jennifer haar aanval overleefde en wraak nam op de mannen die haar verkrachtten, wist ze een veroordeling voor haar moordpartij te voorkomen en vestigde ze zich in Los Angeles. Ze is geen aspirant-schrijver meer en besteedt haar tijd nu aan haar werk als telefoniste bij een hulplijn voor geweldsmisdrijven en aan groepstherapie onder de valse naam "Angela Jitrenka". Ze volgt af en toe ook persoonlijke therapiesessies voor haar beproeving. Jennifers traumatische ervaring heeft haar zeer wantrouwend en defensief gemaakt tegenover de meeste mannen, waaronder haar collega Matthew, die ogenschijnlijk oprecht in haar geïnteresseerd is.
Tijdens de groepstherapie ontwikkelt Jennifer een band met een van de meisjes in de groep, Marla, die ook geen vertrouwen heeft in mannen. Het duo begint hun eigen persoonlijke kruistocht door slachtoffers van seksueel misbruik te wreken. Maar net wanneer Jennifer weer van het leven begint te genieten, sterft Marla onder mysterieuze omstandigheden en wordt niemand schuldig bevonden aan haar dood. Ze maakt kennis met rechercheur McDylan die belast is met het onderzoek naar Marla's dood, maar die noch gerechtigheid voor Marla noch gemoedsrust voor Jennifer brengt. Verslagen en woedend over het feit dat de wet Marla en de verkrachtingsslachtoffers in haar therapiegroep niet heeft kunnen helpen, besluit ze wraak te nemen.
Jennifer stalkt en lokt de ongestrafte verkrachters naar een privéplek om ze te martelen en te vermoorden. Haar eerste slachtoffer is Marla's vervreemde vriend en vermeende moordenaar, al snel gevolgd door de stiefvader van een tiener uit de therapiegroep. Nadat ze bevriend is geraakt met Oscar, het enige mannelijke lid van de therapiegroep die zijn dochter verloor door zelfmoord na een aanranding, spoort Jennifer de verkrachter van zijn dochter op. De man slaagt erin haar te overmeesteren terwijl ze hem probeert aan te vallen, totdat hij wordt doodgeschoten door de politie, wiens aandacht Jennifer door haar daden had getrokken. De politie neemt Jennifer mee voor verhoor en onthult dat ze haar ware identiteit kennen in een poging een bekentenis te verkrijgen. Oscar, die sympathie voor Jennifers zaak had gekregen, loopt echter het politiebureau binnen nadat hij zijn eigen polsen heeft doorgesneden en bekent publiekelijk de moorden voordat hij aan zijn verwondingen bezwijkt.
Nu ze niet langer de hoofdvedachte is wordt Jennifer vrijgelaten, maar ze blijft onder politiebewaking staan als verdachte. Ze krijgt een zenuwinzinking, raakt steeds verder gedesillusioneerd over de maatschappij en kan goedbedoelende mannen niet meer van zedendelinquenten onderscheiden. Gekleed in een suggestieve rode jurk om mannen te lokken, verlaat Jennifer haar huis en weet ze aan het politietoezicht te ontkomen. Eerst probeert ze tevergeefs Matthew te verleiden, maar ze schrikt hem af. Vervolgens probeert ze een lokale boef te lokken die haar lastigviel. Net als Jennifer op het punt staat hem te vermoorden, wordt ze neergeschoten en gearresteerd door McDylan, die haar de hele tijd al in de gaten had gehouden.
Uiteindelijk blijt dat Jennifers persoonlijke therapiesessies deel uitmaakten van haar verplichte behandeling na een gevangenisstraf van twee jaar voor poging tot moord, zonder bewijs voor de moorden die ze daadwerkelijk heeft gepleegd. Na het voltooien van de laatste sessie voor haar vrijlating verlaat Jennifer de spreekkamer en verandert het bordje "therapist" " (therapeut) op de deur in "the rapist" (de verkrachter). Vervolgens wordt ze aangevallen door twee medegevangenen, die ze vermoordt, waarna ze ook haar therapeut doodt die de kamer had verlaten om de moord te stoppen. Dit blijkt echter een dagdroom te zijn, wat aangeeft dat Jennifers fantasieën om alle verkrachters te vermoorden nog niet voorbij zijn.

## Rolverdeling
- Sarah Butler - Jennifer Hills / Angela Jitrenka
- Jennifer Landon - Marla Finch
- Doug McKeon - Oscar "Koza" Kosca
- Gabriel Hogan - Detective McDylan
- Harley Jane Kozak - Therapist
- Michelle Hurd - Detective Boyle
- Russell Pitts - Matthew
- Walter Perez - Chief
- Karen Strassman - Lynne
- Christopher Hoffman-   Ron
- Andrew Dits - Nicholas Woods
- Adam Dunnells - Cole Watson